# Stuart Kauffman
Vous pouvez aider à l'améliorer ou bien discuter des problèmes sur sa page de discussion.
- Il fait référence à des sources qui ne semblent pas présenter la fiabilité et/ou l'indépendance requises. Vous pouvez aider, soit en recherchant des sources de meilleure qualité pour étayer les informations concernées, soit en attribuant clairement ces informations aux sources qui semblent insuffisantes, ce qui permet de mettre en garde le lecteur sur l'origine de l'information. (Marqué depuis février 2024)

- Archive Wikiwix
- Bing
- Cairn
- DuckDuckGo
- E. Universalis
- Gallica
- Google
- G. Books
- G. News
- G. Scholar
- Persée
- Qwant
- (zh) Baidu
- (ru) Yandex
- (wd) trouver des œuvres sur Wikidata

Vous pouvez aider à l'améliorer ou bien discuter des problèmes sur sa page de discussion.
- Il ne cite pas suffisamment ses sources. Vous pouvez indiquer les passages à sourcer avec {{référence nécessaire}} ou {{Référence souhaitée}}, et inclure les références utiles en les liant aux notes de bas de page. (Marqué depuis février 2024)
- Il ne s’appuie pas, ou pas assez, sur des sources secondaires ou tertiaires. (Marqué depuis février 2024)
- Son texte doit être wikifié : il ne correspond pas à la mise en forme Wikipédia (style, typographie, liens internes, liens entre les wikis, etc.). (Marqué depuis octobre 2022)

- Archive Wikiwix
- Bing
- Cairn
- DuckDuckGo
- E. Universalis
- Gallica
- Google
- G. Books
- G. News
- G. Scholar
- Persée
- Qwant
- (zh) Baidu
- (ru) Yandex
- (wd) trouver des œuvres sur Wikidata

Stuart Alan Kauffman, né le 28 septembre 1939, est un médecin américain, biologiste théorique et chercheur sur les systèmes complexes qui étudie l’origine de la vie sur Terre.
Il est actuellement professeur émérite de biochimie à l’Université de Pennsylvanie et professeur affilié à l’Institute for Systems Biology.

## Biographie
Stuart Kauffman est surtout connu pour avoir soutenu que la complexité des systèmes biologiques et des organismes pourrait résulter autant de l’auto-organisation et de la dynamique loin de l’équilibre que de la sélection naturelle darwinienne, comme discuté dans son livre Origins of Order (1993).
En 1967 et 1969, il a utilisé des réseaux booléens aléatoires pour étudier les propriétés génériques auto-organisées des réseaux de régulation des gènes, proposant que les types cellulaires sont des attracteurs dynamiques dans les réseaux de régulation des gènes et que la différenciation cellulaire peut être comprise comme des transitions entre les attracteurs. Des preuves récentes suggèrent que les types de cellules chez les humains et d’autres organismes sont des attracteurs.
En 1971, il a suggéré qu’un zygote pourrait ne pas être en mesure d’accéder à tous les attracteurs de type cellulaire dans son réseau de régulation génique pendant le développement et que certains des types de cellules inaccessibles sur le plan du développement pourraient être des types de cellules cancéreuses. Cela suggérait la possibilité d’une « thérapie de différenciation du cancer ». Il a également proposé l’émergence auto-organisée d’ensembles autocatalytiques collectifs de polymères, en particulier de peptides, pour l’origine de la reproduction moléculaire qui ont trouvé un soutien expérimental.
Il a été professeur à l’Université de Chicago, à l’Université de Pennsylvanie et à l’Université de Calgary.

## Ouvrages & publications
- Stuart Kauffman (trad. de l'anglais), Réinventer le sacré : Une nouvelle vision de la scence, de la raison et de la religion, Dervy, coll. « Sciences et spiritualités », 2013, 430 p..
- Stuart Kauffman (trad. de l'anglais par Julien Bambaggi), Au-delà de la physique : un nouveau regard sur l'origine de la vie, Dunod, coll. « Quai des sciences », 2021, 194 p., 21,6 × 14 cm[4].

## Prix et distinctions
Stuart Kauffman a reçu un certain nombre de prix, y compris la médaille Wiener et une bourse MacArthur.